# Долорес (муниципалитет)
Муниципалитет Долорес  (исп. Partido de Dolores) — муниципалитет в Аргентине в составе провинции Буэнос-Айрес.
Территория — 1980 км². Население — 27 042 человек. Плотность населения — 13,64 чел./км².
Административный центр — Долорес.

## География
Департамент расположен на востоке провинции Буэнос-Айрес.
Департамент граничит:
- на севере — с муниципалитетом Кастелли
- на востоке — с муниципалитетом Тордильо
- на юге — с муниципалитетом Майпу
- на западе — с муниципалитетами Пила, Хенераль-Гидо

## Важнейшие населённые пункты[2]
| № | Населённый пункт | Населённый пункт (исп.) | Категория | Население чел. (2010) | На карте                        |
| - | ---------------- | ----------------------- | --------- | --------------------- | ------------------------------- |
| 1 | Долорес          | Dolores                 | город     | 25940                 | 36°18′53″ ю. ш. 57°40′48″ з. д. |
| 2 | Севинье          | Sevigne                 | посёлок   | 286                   | 36°12′25″ ю. ш. 57°44′32″ з. д. |